# Letcombe Bassett
Letcombe Bassett is een civil parish in het bestuurlijke gebied Vale of White Horse, in het Engelse graafschap Oxfordshire. In 2001 telde het dorp 170 inwoners.